# حريق آبار النفط

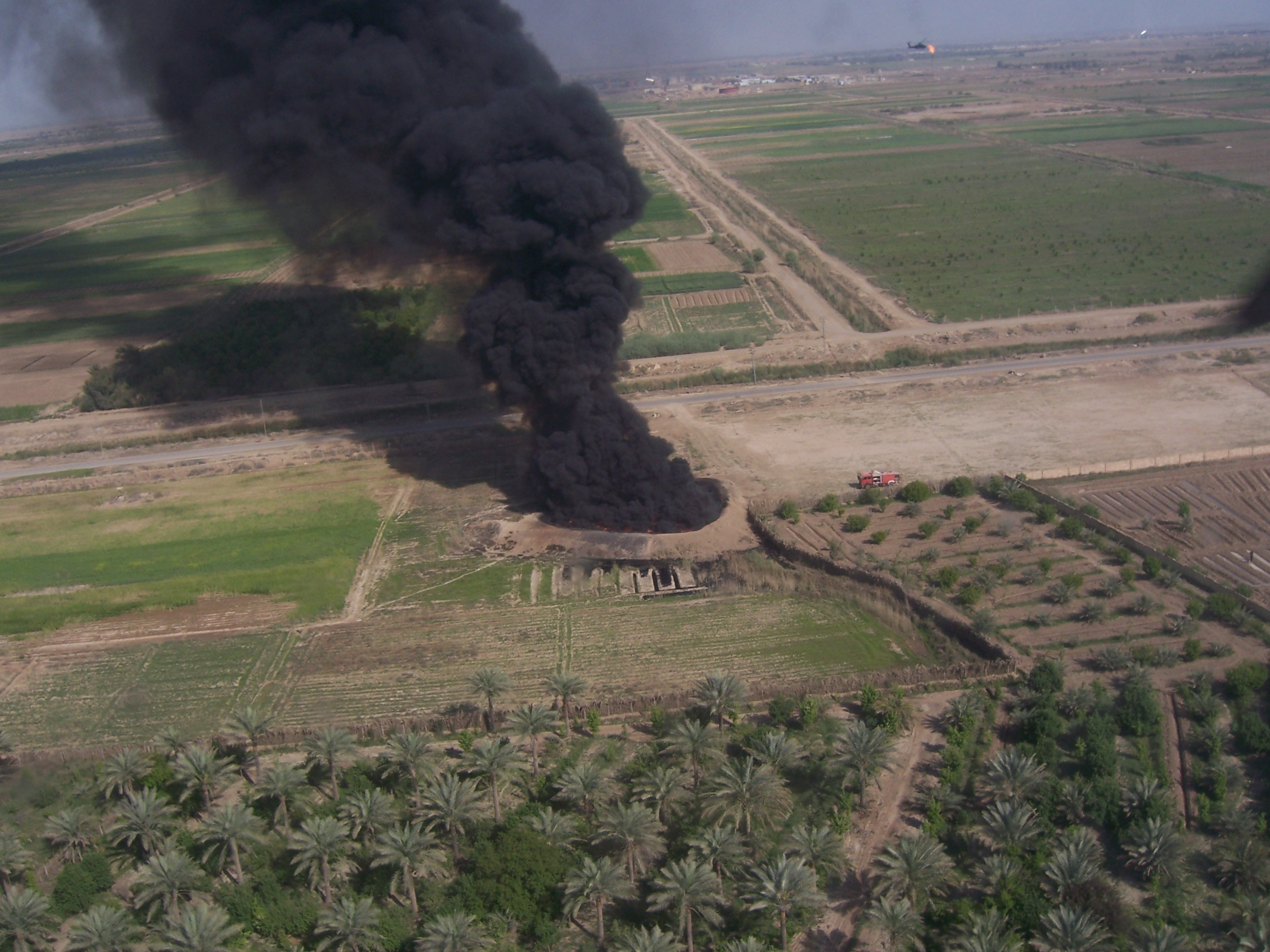
بئر غاز مشتعل في العراق

حرائق ابار النفط: ابار نفط أو غاز تشتعل فيها النيران وتبداء بالاحتراق. من الممكن ان تكون نتيجة أفعال بشرية مثل الحوادث أو الحريق العمد، أو الأحداث الطبيعية مثل البرق.

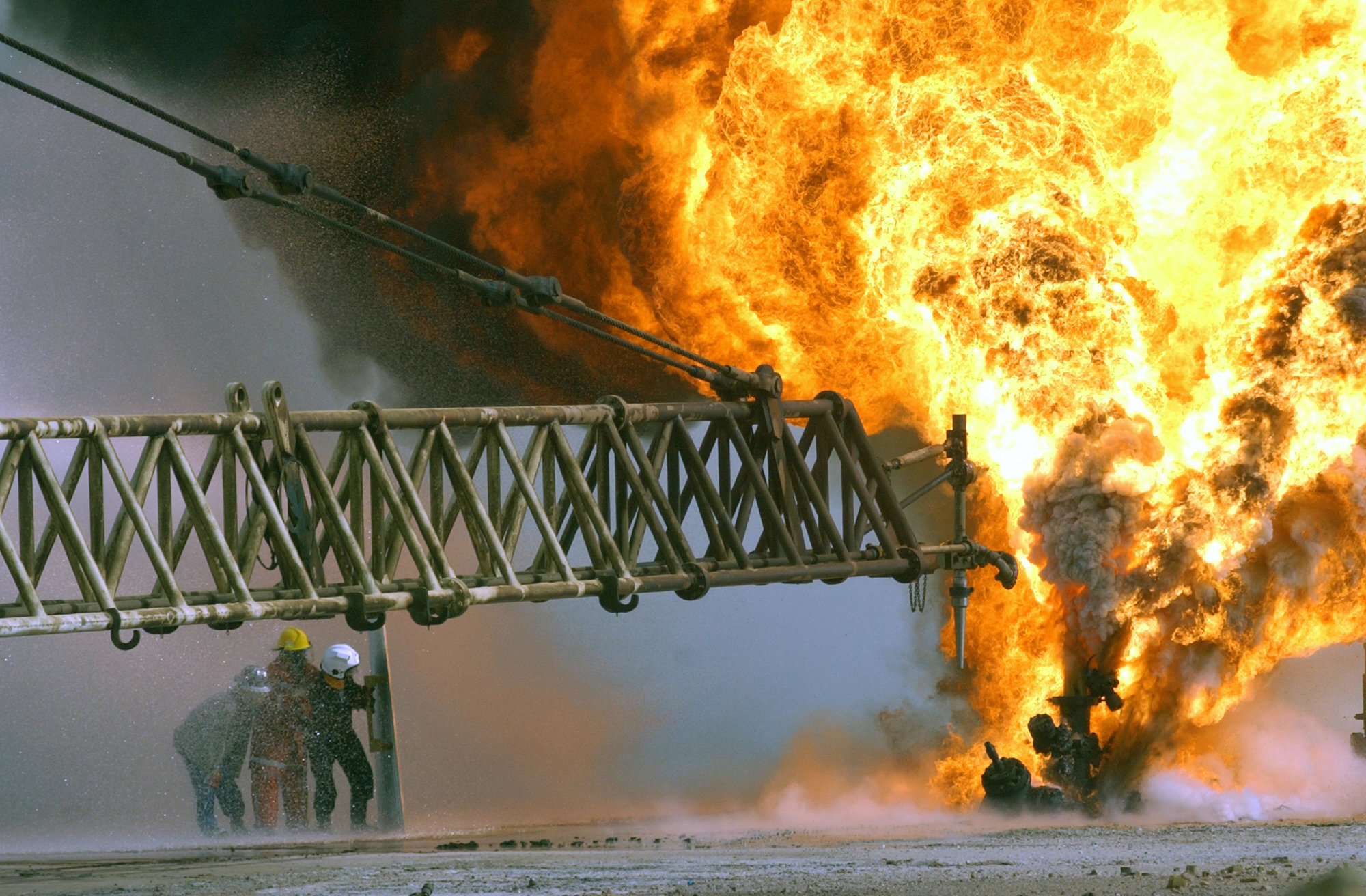
رجال إطفاء كويتيون يطفئون بئر نفط مشتعل في حقول نفط الرميلة العراقية عام 2003

بقايا منصة ديب ووتر هورايزون